# Sapu, Gansu
Sapu är en köping i nordvästra Kina. Den ligger i Qingcheng härad i Qingyang i provinsen Gansu, omkring 360 kilometer öster om provinshuvudstaden Lanzhou. 